# Tetrapisispora namnaoensis
Tetrapisispora namnaoensis är en svampart som beskrevs av Sumpr., Limtong, Yongman., H. Kawas. & Tats. Seki 2005. Tetrapisispora namnaoensis ingår i släktet Tetrapisispora och familjen Saccharomycetaceae.   Inga underarter finns listade i Catalogue of Life.